# Cherry Pie (canção de Warrant)
Cherry Pie é uma música do grupo Warrant.
A música foi inserida no jogo Guitar Hero 2 e reproduzida no seriado da Warner Channel "Supernatural".

## Desempenho nas paradas musicais
| Parada musical (1990/1991)                  | Melhor posição |
| ------------------------------------------- | -------------- |
| Austrália - ARIA Charts                     | 6              |
| Canadá - Canada RPM Top 100 Singles         | 57             |
| Estados Unidos - Billboard Hot 100          | 10             |
| Estados Unidos - Hot Mainstream Rock Tracks | 19             |
| Nova Zelândia - RIANZ                       | 37             |
| Reino Unido - UK Singles Chart              | 35             |